# Sopotnica (Prijepolje)
Sopotnica (Servisch cyrillisch Сопотница) is een plaats in de Servische gemeente Prijepolje. De plaats telt 136 inwoners (2002).